# جمبلاية

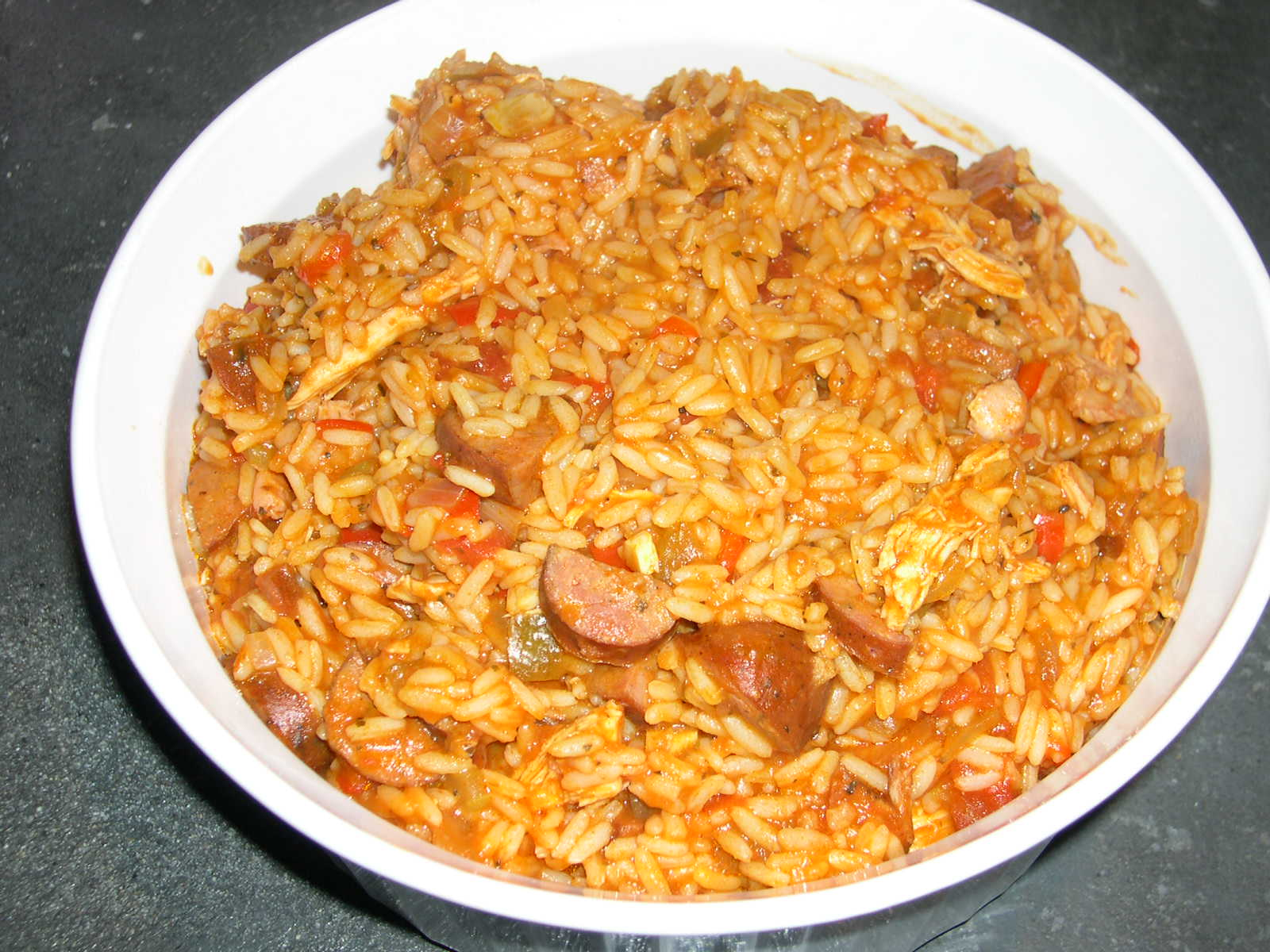
جمبلاية

الجَمْبَلاية هو طبق أرز طويل الحبة معهودٌ من المطبخ الكاجوني والمطبخ الكريولي في لُوِيزِيَانة. من المحتمل أن يكون الطبق مشتقًا من طبق البقية الإسباني التي اكتسبت موطئ قدم في أُرليَنز الجديدة خلال الحكم الإسباني، ولربما تأثرت أيضًا بالمطبخ الإفريقي والفرنسي.

## التحضير
يُطهى الأرز مع الخضار واللحوم والأسماك أو المأكولات البحرية. ثم تُتَبَّل بما يسمى بـالثالوث المقدس لمطبخ الكاجون، الذي يتكون من البصل والفلفل الأخضر الحلو والكرفس. عادة ما تُضاف النقانق المدخنة (andouille) والدجاج والهام والمأكولات البحرية (مثل الروبيان أو جراد البحر ) أو التمساح. غالبًا ما يتم استخدام تَبَسكو أو صلصات الفلفل الحار الأُخَر لإعطاء الطبق طعمًا حارًّا وحامضًا قليلاً. 